# Rezerwat przyrody Zegrze
Rezerwat przyrody Zegrze – leśny rezerwat przyrody utworzony w 1979 r. na terenie gminy Serock. Zajmuje powierzchnię 64,29 ha.
Celem ochrony jest zachowanie fragmentu naturalnych lasów mieszanych z udziałem dębu bezszypułkowego. Oprócz dębu drzewostan tworzy sosna zwyczajna i brzoza brodawkowata. W warstwie krzewów występuje kruszyna, jarzębina i jałowiec. Do gatunków rzadkich i chronionych występujących w runie należą: lilia złotogłów, turówka leśna, naparstnica żółta, miodownik melisowaty, orlik pospolity.      